# E3 Harelbeke 1983
De E3 Harelbeke 1983 is de 26e editie van de wielerklassieker E3 Harelbeke en werd verreden op 26 maart 1983. William Tackaert kwam na 236 kilometer als winnaar over de streep.

## Uitslag
| Plaats  | Naam             | Ploeg                         | Tijd     |
| ------- | ---------------- | ----------------------------- | -------- |
| Winnaar | William Tackaert | Splendor-Euro Shop            | 6u21’00” |
| 2       | Bert Oosterbosch | TI-Raleigh-Campagnolo         | z.t.     |
| 3       | Jan Jonkers      | Beckers Snacks                | z.t.     |
| 4       | Etienne De Beule | Europ-Decor-Dries             | + 24”    |
| 5       | Heddie Nieuwdorp | Beckers Snacks                | z.t.     |
| 6       | Jos Schipper     | Elro Snacks-Auto Brabant      | + 1’37”  |
| 7       | Ad van Peer      | Beckers Snacks                | z.t.     |
| 8       | Etienne De Wilde | La Redoute-Motobecane         | + 1’57”  |
| 9       | Luc Colijn       | Fangio-Tonissteiner-OM Trucks | z.t.     |
| 10      | Ronan De Meyer   | Boule d’ Or-Colnago           | z.t.     |